# いわさきちひろ
いわさき ちひろ（本名：松本 知弘 まつもと ちひろ、旧姓：岩崎）、1918年12月15日 - 1974年8月8日、女性）は、子供の水彩画に代表される日本の画家、絵本作家。岩崎ちひろ、岩崎千尋、イワサキチヒロで発表された作品もある。前夫は東洋拓殖職員、後夫は日本共産党元衆議院議員で弁護士の松本善明。孫は絵本作家の松本春野。

## 人物

### 子供時代
1918年、雪の降る師走の朝にちひろは日本帝国陸軍築城本部の建築技師の父親、女学校の教師の母親という当時としては珍しい共働き家庭における三姉妹の長女として福井県武生町（現在の越前市）橘で生まれた。岩崎家は当時としては非常に経済的に恵まれた家庭であり、ラジオや蓄音機、オルガンなどのモダンな品々があった。父・正勝が撮影した当時の写真が数多く残っている。こども向けの本も多くあったが、それらはちひろの気に入るものではなかった。ある時隣の家で絵雑誌「コドモノクニ」を見かけ、当時人気のあった岡本帰一、武井武雄、初山滋らの絵に強く心を惹かれた。ちひろは幼少から絵を描くのが得意で、小学校の学芸会ではたびたび席画（舞台上で即興で絵を描くこと）を行うほどだった。
ちひろの入学した東京府立第六高等女学校（現在の東京都立三田高等学校）は、生徒の個性を重んじ、試験もなく、成績表も希望者に配布されるのみだったという。ここでもちひろは絵がうまいと評判だった。その一方で運動神経にも優れ、スキーに水泳、登山などをこなした。距離を選択することのできる適応遠足では最長のコースを歩くのが常だった。女学校教師だった母・文江は1926年（大正15年、昭和元年）、ちひろ7歳の時に第六高等女学校に勤務している。
1928年11月には昭和天皇即位の記念式典に出席した両親が、その記念に家族写真を撮っている(当時ちひろ9歳、父･正勝45歳、妹･世史子8歳、妹･準子5歳、母･文江38歳)。
女学校に入学し、絵以外にもスポーツも得意でスキーや登山を好んだ。女学校2年（14歳）の3学期、母・文江はちひろの絵の才能をみとめ、洋画家である岡田三郎助の門をたたいた。ちひろはそこでデッサンや油絵を学び、朱葉会の展覧会で入賞を果たした。ちひろは女学校を卒業したのち、岡田の教えていた美術学校に進むことを望んだが、両親の反対にあって第六高女補習科に進んだ。
1936年5月に17歳のちひろは第18回朱葉会洋画展(女流画団体)の入選者として、入選者祝う茶話会に出席して、 有島生馬、藤田嗣治、小寺健吉らと写っている。
18歳になるとコロンビア洋裁学院に入学し、その一方で書家小田周洋に師事して藤原行成流の書を習い始めた。ここでもちひろはその才能を発揮し、小田の代理として教えることもあったという。

### 婿養子青年との結婚・自殺による帰国
1939年（20歳）4月、3人姉妹の長女だったちひろは両親の薦めを断り切れず、婿養子である青年を夫に迎えることになった。相手の青年はちひろに好意を持っていたものの、ちひろの方はどうしても好きになれず、形だけの結婚であった。6月には東洋拓殖に勤める夫の勤務地である満州・大連に渡り、社宅生活を始めた。妹の世史子によると 「そばによってきても鳥肌が立つ」と夫を拒絶し続けた。寝室も別で、新婦に拒まれ続けた夫は結婚から1年後である1941年3月に自殺した。そのため、日本へ帰国することになった。詳細としては黒柳徹子・飯沢匡著「いわさきちひろ」によると、大連市松山町東洋拓殖会社社宅に住んでいたが、一切の肉体関係を拒否し、妹の世史子によると婿養子青年との結婚時代は処女であった。ちひろは両親へ手紙で不平を書いて、両親は自分たちの考えていた娘の内心と実際は乖離していることに気がつき、「この結婚は二年保てばいい」と嘆くようになっていた。夫婦生活を心配した両親は、妹の世史子を夏休みの期間中に利用して大連まで、ちひろを慰めに行かせた。夫は妹を歓迎し、妹はちひろと寝室を共有し、観光案内などをしてあげた。妹の日本帰国後のある日、ちひろが外出し帰ってくると、夫は鴨居から首を吊って自殺していた。そのため、近所の知合いの家に駆け込んだ後、電報で父親の正勝が大連に来て片付けした。

### 満州再渡航と再帰国
ちひろは婿旦那の自殺で二度と結婚するまいと心に決め、帰国したちひろは中谷泰に師事し、再び油絵を学び始めた。再度習い始めた書の師、小田周洋は絵では無理でも書であれば自立できると励まされ、書家をめざした。そして、1944年（25歳）には女子開拓団に同行し、再び満州・勃利に渡った。6月に偶然知り合った、勃利方面の部隊長が、ちひろの書道の教え子の伯父にあたる森岡大佐であったため、ちひろは官舎で生活することとなった、彼は、戦局の悪化を見越して、3ヶ月後9月に日本にちひろを帰国させた。翌年には5月25日の空襲で東京中野の家を焼かれ、母の実家である長野県松本市に疎開し、ここで終戦を迎えた。両親は戦後、同県北安曇郡松川村に開拓農民として移住した。ちひろは東京大空襲で岩崎家の全焼で、戦争の惨禍を身をもって体験するようになった。終戦翌日から約1か月間にここで書かれた日記『草穂』が残されており、「国破れて山河有り」（杜甫の詩より）の題でスケッチから始まるこの日記には、こうした戦争に対する苦悩に加え、数々のスケッチや自画像、武者小路実篤の小説『幸福者』からの抜粋や、「いまは熱病のよう」とまで書かれた宮沢賢治への好意などが綴られている。

### 戦後の日本共産党への入党・新聞記者から画家へ
1946年（27歳）に長野県松本市で日本共産党に入党した。同年春に日本共産党宣伝部・芸術学校（後の日本美術会付属日本民主主義美術研究所、通称「民美」）で学ぶため、両親に相談することなく家出同然の単身で上京した。東京では人民新聞社の記者として働き、同じく日本共産党員の丸木俊(赤松俊子)に師事した。1947年（28歳）、日本民主主義文化連盟（文連）の依頼により、アンデルセン『お母さんの話』の紙芝居の絵を描くことを稲庭桂子から依頼される。ちひろは、この仕事をきっかけに新聞記者を辞め、画家として自立する決意を固めた。『お母さんの話』は1950年に発表され、文部大臣賞を受賞した。

### 善明との出会いと結婚・育児
婿の自殺後、二度と結婚するまいと思っていたものの、1949年（30歳）の夏、日本共産党支部会議で演説する青年松本善明と出会う。2度目の結婚する決心をしたちひろは翌1950年1月21日レーニンの命日を結婚式日に選び、7歳半年下の松本善明（当時23歳）と結婚した。松本家の両親は大反対し、六畳の部屋を花で飾る結婚式であった。「人類の進歩のために固く結びあって闘う。芸術家としての妻の立場を尊重する」と契約を交わし、初めて価値観の合って、夫として愛せる人だと感じている。善明はちひろと相談の上で弁護士を目指し、ちひろは絵を描いて生活を支えた。

1951年4月、ちひろは長男・松本猛を出産するが、狭い借間で赤ん坊を抱えて画家の仕事を続けることは困難であった。6月、2人はやむを得ず、長野県北安曇郡松川村に開拓農民として移住していたちひろの両親のもとに、息子の猛を預けることにした。ちひろは猛に会いたさに片道10時間近くかけて信州に通った。猛を預けてからも、当然ながら猛に与えるはずの母乳は毎日張る。初めのうちは自ら絞って捨てていたが、実際に赤ん坊に与えなければ出なくなってしまうのではないか、猛に会って授乳する時に充分出なくなってしまうのではないか、と懸念したちひろは、当時近所に住んでいた子供が生まれたばかりの夫婦に頼み、授乳させてもらった。
善明は、1951年に司法試験に合格し、1952年4月に司法修習生となる。ちょうどそのころ、練馬区下石神井の妹・世史子一家の隣に家を建て、ようやく親子そろった生活を送ることができるようになった。善明は1954年4月に弁護士の仕事を始めて自由法曹団に入り、弁護士として近江絹糸争議、メーデー事件、松川事件などにかかわり、ちひろは夫を背後から支えた。
善明によれば、まだ司法修習生だった1954年、自宅に泥棒が入って私信を盗まれたり、執拗な尾行を受けたり、家政婦として住み込みで働いていた若い女性が外出中に誘拐され、ちひろの家族のことを事細かに聞かれたが隙を見て逃げ出した、と語る出来事などがあった。一連によるたの出来事は「陰湿なスパイ事件」であったとして、「ちひろは沈着冷静に対処していた」と回顧している。
1963年、善明は日本共産党から衆議院議員（東京4区）に立候補し落選したものの、1967年に初当選した。ちひろは画家、1児の母、老親の世話、大所帯の主婦としての活動と並行して国会議員の妻として忙しい日を送ることになる。

### 童画家活動開始
1940年代から1950年代にかけてのちひろは油彩画も多く手がけており、仕事は広告ポスターや雑誌、教科書のカットや表紙絵などが主だった。1952年ごろに始まるヒゲタ醤油の広告の絵は、ほとんど制約をつけずちひろに自由に筆をふるわせてくれる貴重な仕事で、1954年には朝日広告準グランプリを受賞した。ヒゲタの挿絵はちひろが童画家として著名になってからもおよそ20年間つづいた。1956年、福音館書店の月刊絵本シリーズ『こどものとも』12号で、小林純一の詩に挿絵をつけて『ひとりでできるよ』を制作、これが初めての絵本となった。『こどものとも』では同じく小林の文で『みんなでしようよ』も。
この頃、ちひろの絵には少女趣味だ、かわいらしすぎる、もっとリアルな民衆の子どもの姿を描くべき、などの批判があり、ちひろ自身もそのことに悩んでいた。1963年（44歳）、雑誌『子どものしあわせ』の表紙絵を担当することになったことが、その後の作品に大きく影響を与える。「子どもを題材にしていればどのように描いてもいい」という依頼に、ちひろはそれまでの迷いを捨て、自分の感性に素直に描いていく決意をした。1962年の作品『子ども』を最後に油彩画をやめ、以降はもっぱら水彩画に専念することにした。

#### 独自画風路線へ
1964年、日本共産党の内紛で、ちひろ夫婦と交流の深かった丸木夫妻が党を除名されたころを境に、丸木俊の影響から抜け出し、独自の画風を追い始める。「子どものしあわせ」はちひろにとって実験の場でもあり、そこで培った技法は絵本などの作品にも多く取り入れられている。当初は2色もしくは3色刷りだったが、1969年にカラー印刷になると、ちひろの代表作となるものがこの雑誌で多く描かれるようになった。この仕事は1974年に55歳で亡くなるまで続けられ、ちひろのライフワークともいえるものであった。
ちひろはハンス・クリスチャン・アンデルセンに深い思い入れをもっており、画家として自立するきっかけとなった紙芝居『お母さんの話』をはじめ、当初から多くの作品を手がけていた。1963年（44歳）6月に世界婦人会議の日本代表団として渡ったソビエト連邦では異国の風景を数多くスケッチし、アンデルセンへの思いを新たにした。さらに1966年（47歳）、アンデルセンの生まれ育ったオーデンセを訪れたいとの思いを募らせていたちひろは、「美術家のヨーロッパ気まま旅行」に母・文江とともに参加し、その念願を果たした。この時、ちひろはアンデルセンの生家を訪れ、ヨーロッパ各地で大量のスケッチを残した。2度の海外旅行で得た経験は、同年に出版された『絵のない絵本』に生かされた。

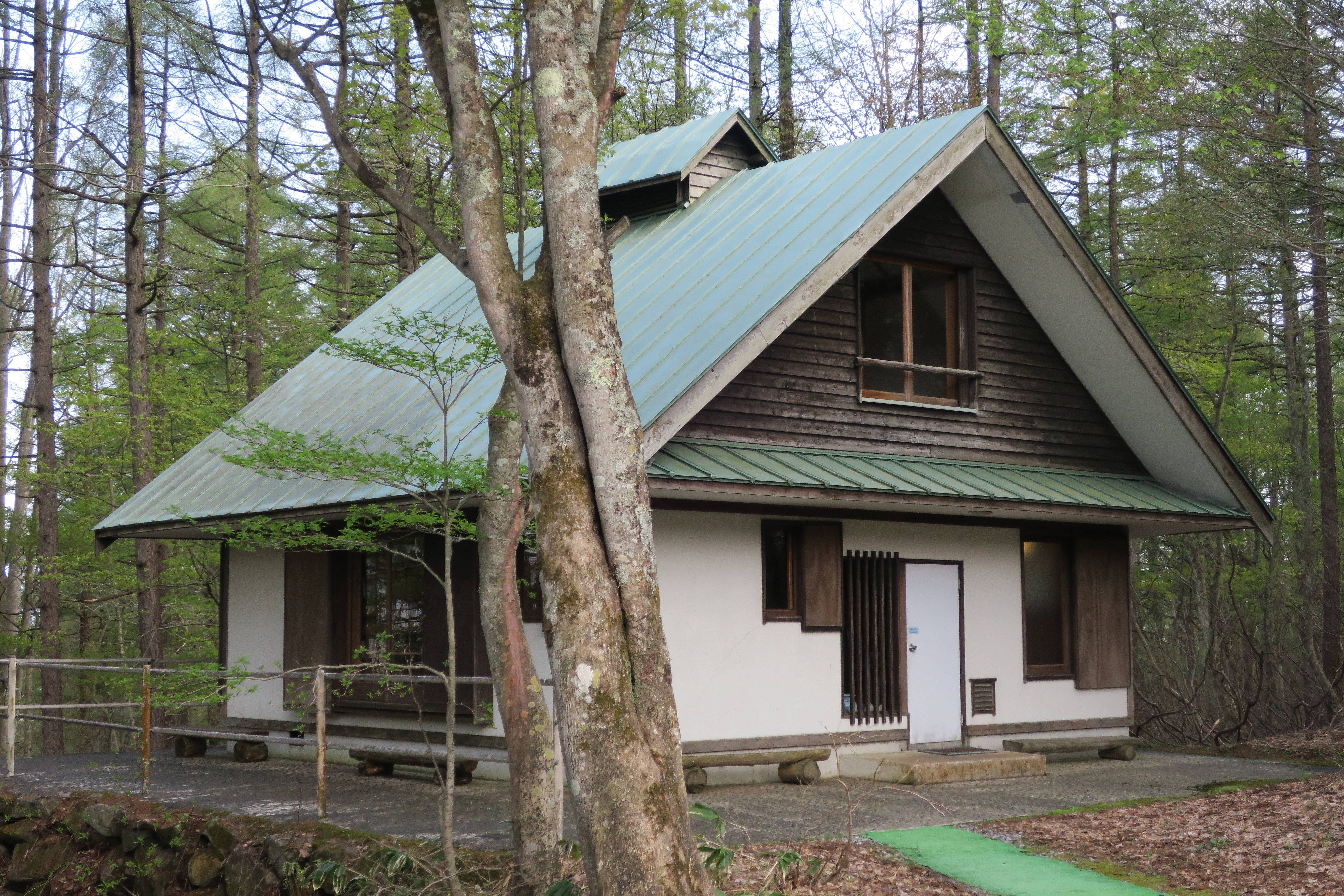
黒姫山荘（移築、2022年撮影）

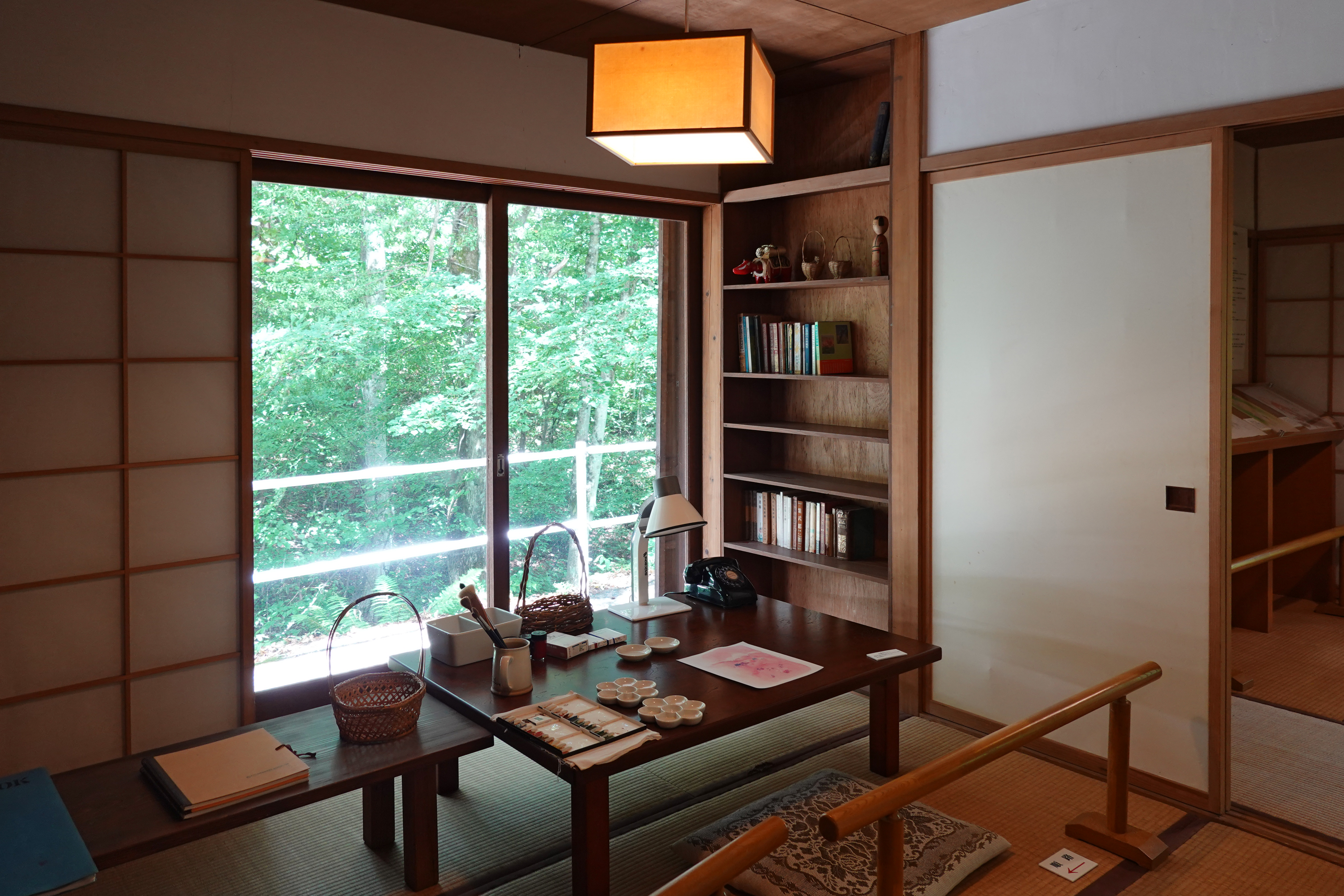
黒姫山荘のアトリエ

1966年、赤羽末吉の誘いで、まだ開発の進んでいなかった黒姫高原に土地を購入して山荘を建て、毎年訪れてはここのアトリエで絵本の制作を行うようになる。
当時の日本では、絵本というものは文が主体であり、絵はあくまで従、文章あってのものにすぎないと考えられていた。至光社の武市八十雄は欧米の絵本作家からそうした苦言を受け、ちひろに声をかけた。2人はこうして新しい絵本、「絵で展開する絵本」の制作に取り組んだ。そして1968年『あめのひのおるすばん』が出版されると、それ以降ほぼ毎年のように新しい絵本を制作した。中でも1972年の『ことりのくるひ』はボローニャ国際児童図書展でグラフィック賞を受賞した。
また当時、挿絵画家の絵は美術作品としてほとんど認められず、絵本の原画も美術館での展示などは考えられない時代であった。挿絵画家の著作権は顧みられず、作品は出版社が「買い切り」という形で自由にすることが一般であったが、ちひろは教科書執筆画家連盟、日本児童出版美術家連盟にかかわり、自分の絵だけでなく、絵本画家の著作権を守るための活動を積極的に展開した。
ちひろは「子どもの幸せと平和」を願い、原爆やベトナム戦争の中で傷つき死んでいった子どもたちに心を寄せていた。1967年『わたしがちいさかったときに』は稲庭桂子の勧めで、作文集『原爆の子』（岩波書店版 長田新編）と詩集『原子雲の下より』（青木書店版）から抜粋した文にちひろが絵を描いて出版されたものである。1972年、童画ぐるーぷ車の展覧会に「こども」と題した3枚のタブローを出品した。これがきっかけとなって制作された、ベトナム戦争の中での子どもたちを描いた1973年の『戦火のなかの子どもたち』が生前に出された最後の絵本となった。
1973年、冬が迫る黒姫山荘で『赤い蝋燭と人魚』の絵を描き始める。冬の日本海を見るため、病をおして郷津虫生海岸に行く。
1974年8月8日、肝臓ガンのため死去。墓所は所沢市狭山湖畔霊園。遺言で松本市蟻ヶ崎霊園にある岩崎家の墓に分骨された。

### 没後
1975年、未完で残された『赤い蝋燭と人魚』が、残された絵と習作をまとめて遺作として出版された。
ちひろの没後も、ちひろの挿絵は様々な場面で用いられた。そのひとつに1981年の『窓ぎわのトットちゃん』（黒柳徹子著、講談社）がある。
夫の善明と一人息子の猛はちひろの足跡を残すために、1977年9月、下石神井の自宅跡地にちひろの個人美術館として、いわさきちひろ絵本美術館（現：ちひろ美術館・東京）を開館した。1980年には、岩崎書店より『いわさきちひろ作品集』全7巻が出版された。上笙一郎によれば、個人美術館開設と個人全集刊行は「日本の童画家として初めてのこと」であった。やがて、ちひろ美術館はちひろの作品の収集展示という個人美術館の枠を超え、「絵本の美術の一ジャンルとして正当に評価し、絵本原画の散逸を防いで、後世に残していくこと」に目的をひろげて活動を展開した。絵本原画を残す活動に共鳴する作家らの協力もあって、作品の収集が進み、下石神井のちひろ美術館は手狭になっていった。1997年4月、長野県北安曇郡松川村に広い公園を併設した安曇野ちひろ美術館が開館した。

## 年譜
「いわさきちひろの歩み」による。
- 1918年 - 12月15日、大日本帝国陸軍建築技師である岩崎正勝と、女学校の教師である文江との間に、母の単身赴任先福井県武生（現・越前市）で長女として生まれる。
- 1919年 - 東京都に移る。
- 1933年 - 岡田三郎助に師事し、デッサン・油絵を習う。
- 1937年 - 小田周洋に師事し、藤原行成流の書を習う。
- 1939年 - 4月、婿養子を迎え結婚。6月、夫の勤務地である満州・大連に渡る。
- 1940年 - 2月、夫の自殺により帰国。再び小田周洋に師事。
- 1942年 - 中谷泰に師事し、再び油絵を描き始める。
- 1944年 - 4月、女子義勇隊に同行して旧満州・勃利に渡る。8月末、戦況悪化のため帰国。
- 1945年 - 5月、空襲で家を焼かれ、母の実家長野県松本市新橋に疎開。終戦を迎える。
- 1946年 - 松本で日本共産党に入党。同年春、上京して人民新聞社の記者となる。神田神保町の叔母の家に下宿。日本共産党宣伝部・芸術学校に入り丸木俊（当時は赤松俊子）に師事する。
- 1949年 - 松本善明と知り合う。
- 1950年 - 1月、松本善明と結婚。
- 1951年 - 4月、長男・松本猛誕生。6月より半年間、猛を長野県松川村の両親に預ける。
- 1952年 - 東京都練馬区下石神井に家を建てる。
- 1966年 - 春、母・文江とヨーロッパ旅行に行く。黒姫高原に山荘を建て、以後、毎年ここで創作を行う。
- 1972年 - 童画ぐるーぷ車の展覧会に3枚のタブローを出品。これが『戦火の中の子どもたち』制作のきっかけとなる。
- 1973年 - 『ことりのくるひ』がボローニャ国際自動図書展でグラフィック賞を受賞。
- 1974年 - 3月、入院。8月8日、肝臓ガンのため死去。享年56歳、満55歳。
- 1977年 - 9月、自宅跡地にいわさきちひろ絵本美術館（後のちひろ美術館・東京）開館。
- 1980年 - 岩崎書店より『いわさきちひろ作品集』全7巻が出版される。
- 1997年 - 4月、両親の移住先であった長野県北安曇郡松川村に安曇野ちひろ美術館開館。
- 2004年 - 10月、生誕地の福井県越前市の町家に「ちひろの生まれた家」記念館開館。

## 主要作品一覧

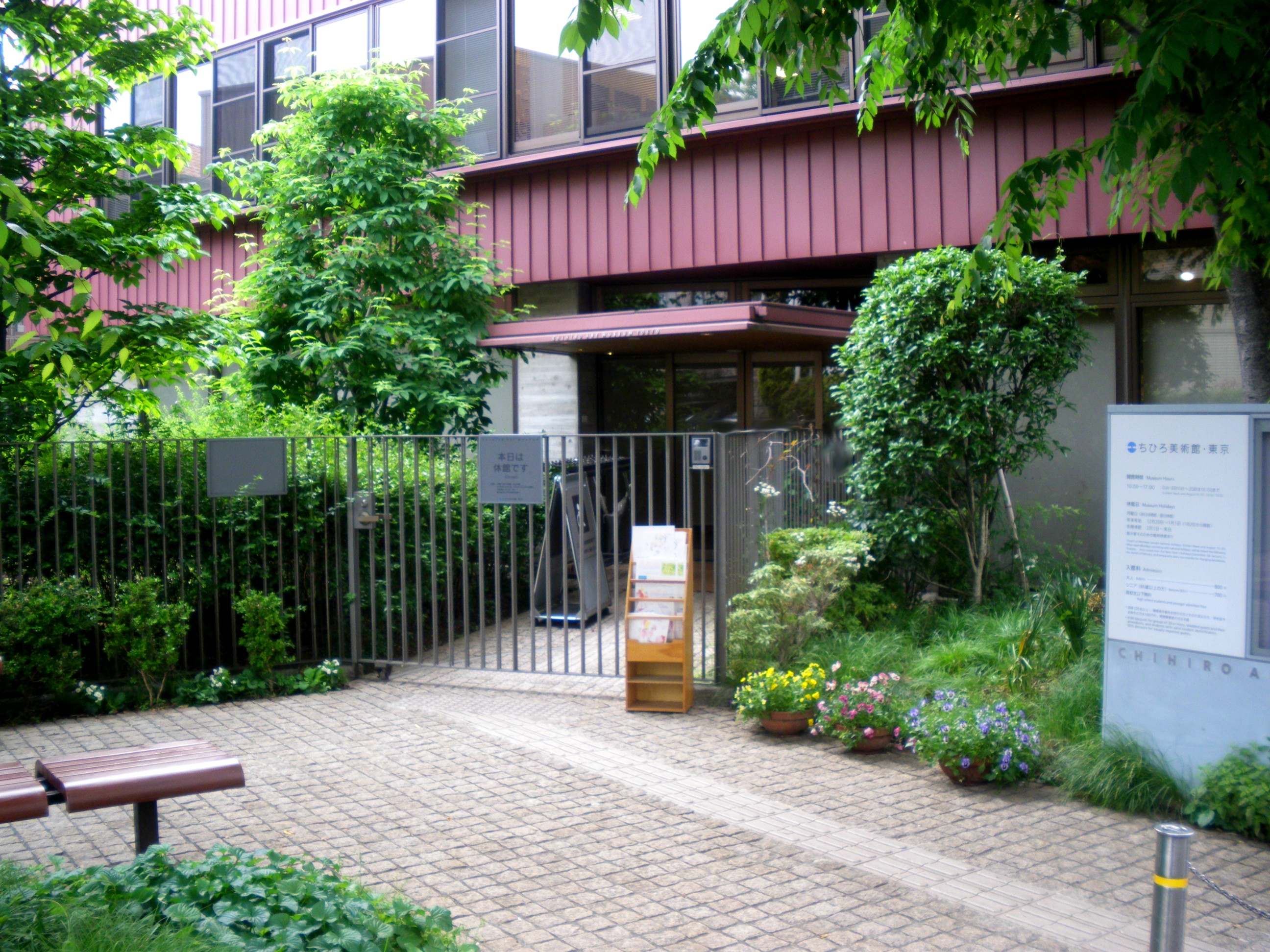
ちひろ美術館・東京

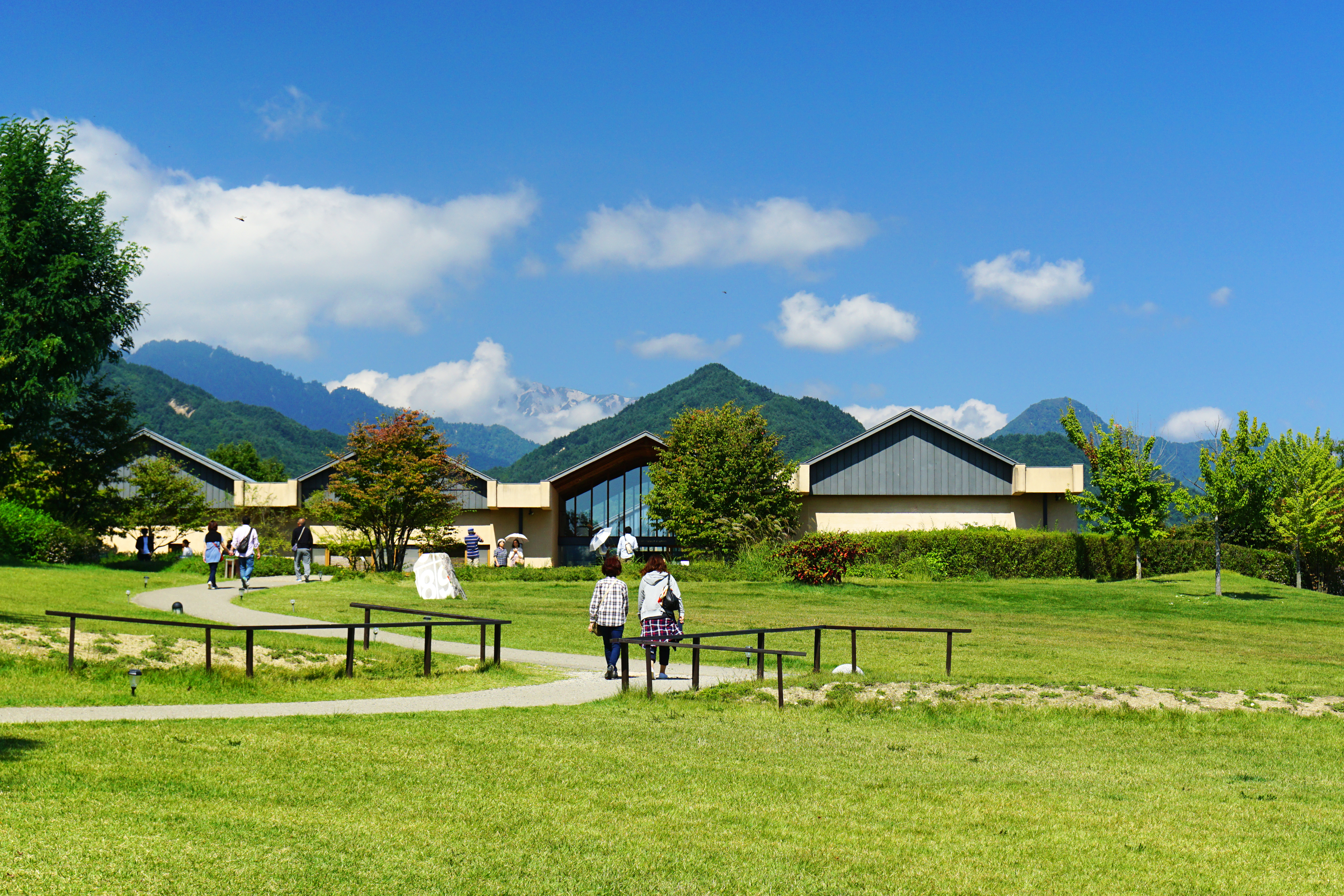
安曇野ちひろ美術館

### 絵本（絵）
- 1960年 あいうえおのほん（浜田廣介文、童心社）[ISBN 9784494006113]
- 1965年 おはなしアンデルセン（アンデルセン原作、与田準一・川崎大治・松谷みよ子編著、童心社）[ISBN 9784494022991]
- 1965年 りゅうのめのなみだ（浜田廣介文、偕成社）[ISBN 9784033020105]
- 1966年 つるのおんがえし（松谷みよ子文、偕成社）[ISBN 9784033030500]
- 1967年 にんぎょひめ（アンデルセン原作、曽野綾子文、偕成社）[ISBN 9784033032504]
- 1967年 うらしまたろう（松谷みよ子文、偕成社）[ISBN 9784033031903]
- 1968年 あかいくつ（アンデルセン原作、神沢利子文、偕成社）[ISBN 9784033040202]
- 1968年 あかいふうせん（ラモリス原作、岸田衿子文、偕成社）[ISBN 9784033040707]
- 1969年 世界の名作1 青い鳥（メーテルリンク原作、高田敏子、世界文化社）[ISBN 9784418018031]
- 1969年 おにたのぼうし（あまんきみこ文、ポプラ社）[ISBN 9784591005293]
- 1970年 にじのみずうみ（坂本鉄男文、偕成社）[ISBN 9784033041902]
- 1970年 もしもしおでんわ（松谷みよ子文、童心社）[ISBN 9784494001071]
- 1970年 おふろでちゃぷちゃぷ（松谷みよ子文、童心社）[ISBN 9784494001088]
- 1971年 ゆきごんのおくりもの（長崎源之助作、新日本出版社）[ISBN 9784406001397]
- 1971年 あかちゃんのうた（松谷みよ子文、童心社）[ISBN 9784494001095]
- 1972年 ひさの星（斎藤隆介文、岩崎書店）[ISBN 9784265909070]
- 1992年 マッチうりの少女（アンデルセン原作、木村由利子訳、偕成社）[ISBN 9784034210802]

- 1984年改訂 おやゆびひめ（アンデルセン原作、立原えりか文、講談社）[ISBN 9784062667814]
- 1984年改訂 りこうなおきさき（ガスター原作、立原えりか文、講談社）[ISBN 9784062667869]
- 1984年改訂 しらゆきひめ（グリム原作、立原えりか文、講談社）[ISBN 9784062667838]
- 1984年改訂 はくちょうのみずうみ（チャイコフスキー音楽より、立原えりか文、講談社）[ISBN 9784062667821]
- 1984年改訂 ふたりのぶとうかい（ウェーバー音楽より、立原えりか文、講談社）[ISBN 9784062667845]
- 1984年改訂 あおいとり（メーテルリンク原作、立原えりか文、講談社）[ISBN 9784062667852]

### 絵本（絵・文）
- 1968年 あめのひのおるすばん（武市八十雄案、至光社）[ISBN 9784783400196]
- 1970年 あかちゃんのくるひ（武市八十雄案、至光社）[ISBN 9784783400332]
- 1971年 となりにきたこ（武市八十雄案、至光社）[ISBN 9784783400394]
- 1972年 ことりのくるひ（武市八十雄案、至光社）[ISBN 9784783400516]
- 1973年 戦火のなかの子どもたち（岩崎書店）[ISBN 9784265909148]
- 1973年 ゆきのひのたんじょうび（武市八十雄案、至光社）[ISBN 9784783400639]
- 1974年 ぽちのきたうみ（武市八十雄案、至光社）[ISBN 9784783400677]

### 童話等挿絵
- 1960年 私は赤ちゃん（松田道雄著、岩波書店）［ISBN 4004121361］
- 1966年 絵のない絵本（アンデルセン原作、山室静訳、童心社）[ISBN 9784494021017]
- 1967年 わたしがちいさかったときに（長田新編、童心社）[ISBN 9784494027866]
- 1968年 愛かぎりなく デカブリストの妻抄（ネクラーソフ詩、谷耕平訳、童心社）[ISBN 9784494021048]
- 1969年 花の童話集（宮沢賢治作、童心社）[ISBN 9784494026623]
- 1969年 鯉のいる村（岩崎京子著、岩崎ちひろ・東本つね絵、新日本出版社）[ISBN 9784406000741]
- 1970年 万葉のうた（大原富枝文、童心社）[ISBN 9784494021086]
- 1971年 たけくらべ（樋口一葉文、童心社）[ISBN 9784494021130]
- 1972年 あかまんまとうげ（岩崎京子文、童心社）[ISBN 9784494010097]
- 1972年 母さんはおるす（グェン・ティ作、高野功訳、新日本出版社）[ISBN 9784406031103]
- 1973年 きつねみちは天のみち（あまんきみこ作、大日本図書）[ISBN 9784477175942]
- 1975年 赤い蝋燭と人魚（小川未明作、童心社）[ISBN 9784494021178]
- 1981年 窓ぎわのトットちゃん（黒柳徹子著、講談社）

### 紙芝居
- 1949年 おかあさんのはなし 稲庭桂子・文 教育紙芝居研究所
- 1954年 雪の女王 稲庭桂子・文 童心社
- 1956年 のみのかわでつくった王さまの長ぐつ 高橋五山・文 童心社
- 1958年 お月さまいくつ 稲庭桂子・文 童心社
- 1960年 人魚ひめ 稲庭桂子・文 童心社

### 作品集
- 1980年 『いわさきちひろ作品集 1 素描の世界』 岩崎書店
- 1980年 『いわさきちひろ作品集 2 ソビエトの旅・日本の旅-スケッチ集 1』 岩崎書店
- 1980年 『いわさきちひろ作品集 3 ヨーロッパの旅・ハワイの旅-スケッチ集 2』 岩崎書店
- 1980年 『いわさきちひろ作品集 4 にじいろの童画集-初期童画集』 岩崎書店
- 1980年 『いわさきちひろ作品集 5 むらさきいろの童画集-中期童画集』 岩崎書店
- 1980年 『いわさきちひろ作品集 6 ぎんいろの童画集-晩期童画集』 岩崎書店
- 1980年 『いわさきちひろ作品集 7 詩・エッセイ・日記ほか』 岩崎書店

## 受賞歴
- 1950年 - 文部大臣賞（紙芝居『お母さんの話』）。
- 1956年 - 小学館児童文化賞。
- 1959年 - 厚生大臣賞（紙芝居『お月さまいくつ』）。
- 1961年 - サンケイ児童出版文化賞（絵本『あいうえおのほん』）。
- 1973年 - ボローニャ国際児童図書展グラフィック賞（絵本『ことりのくるひ』）。
- 1974年 - ライプツィヒ国際書籍展銅賞（絵本『戦火のなかの子どもたち』）。

## 童画ぐるーぷ車
童画ぐるーぷ車はいわさきちひろが参加していた児童画の同人集団。1964年結成。メンバーはちひろのほか、安泰、遠藤てるよ、久米宏一、滝平二郎、東本つね、箕田源二郎ら。毎年、展覧会を開いていた。

## 美術館・施設
- ちひろ美術館・東京 - 東京都練馬区、1977年、ちひろの自宅兼アトリエ跡に開館。いわさきちひろを中心に各国の絵本の原画を展示する、絵本美術館。
- 安曇野ちひろ美術館 - 長野県北安曇郡、1997年開館。いわさきちひろと世界の絵本画家の作品を収蔵する、絵本美術館。
- 黒姫童話館 - 長野県・黒姫高原、1991年開館。ちひろが黒姫高原で使用していたアトリエ「黒姫山荘」が移築展示されている。
- 「ちひろの生まれた家」記念館 - 福井県越前市、2004年開館。いわさきちひろが生まれた町家を改修し、一般公開している施設。

### SNS
- ちひろ美術館(東京･安曇野)【公式】 (@ChihiroMuseum) - X（旧Twitter）
- ちひろ美術館 - YouTubeチャンネル

#### ちひろ美術館・東京
- ちひろ美術館・東京 公式ブログ
- ちひろ美術館・東京 Chihiro Art Museum Tokyo (chihiro.tokyo) - Facebook
- #chihirot（Twitter ハッシュタグ）ちひろ美術館・東京
- #chihirot（Instagram ハッシュタグ）ちひろ美術館・東京

#### 安曇野ちひろ美術館
- 安曇野ちひろ美術館 公式ブログ
- 安曇野ちひろ美術館 Chihiro Art Museum Azumino (chihiro.azumino) - Facebook
- 安曇野ちひろ美術館 ChihiroArtMuseum (@chihiroartmuseum_azumino) - Instagram
  - #achihiro（Instagram ハッシュタグ）安曇野ちひろ美術館
  - #achihirows（Instagram ハッシュタグ）安曇野ちひろ美術館・ワークショップ
- #achihiro（Twitter ハッシュタグ）安曇野ちひろ美術館